# Parvotettix
Parvotettix is een geslacht van rechtvleugeligen uit de familie grottensprinkhanen (Rhaphidophoridae). De wetenschappelijke naam van dit geslacht is voor het eerst geldig gepubliceerd in 1968 door Richards.

## Soorten
Het geslacht Parvotettix omvat de volgende soorten:
- Parvotettix domesticus Richards, 1970
- Parvotettix fortescuensis Richards, 1974
- Parvotettix goedei Richards, 1968
- Parvotettix maydenaensis Richards, 1971
- Parvotettix rangaensis Richards, 1970
- Parvotettix whinrayi Richards, 1974